# Shadi

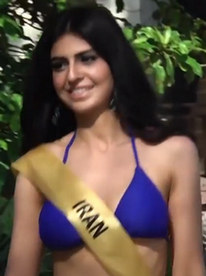
Shadi Osmani, 2015.

Shadi (persiska: شادی) är ett persiskt kvinnonamn som betyder "glädje". 
År 2008 fanns det 146 personer som hette Shadi i förnamn i Sverige, varav 119 hade det som tilltalsnamn.